# NGC 463
NGC 463 là một thiên hà dạng hạt đậu nằm cách Trái Đất khoảng 264 triệu năm ánh sáng trong chòm sao Song Ngư  Nó được phát hiện bởi nhà thiên văn học người Pháp Édouard Stephan vào ngày 16 tháng 12 năm 1871.

## Hình ảnh khác

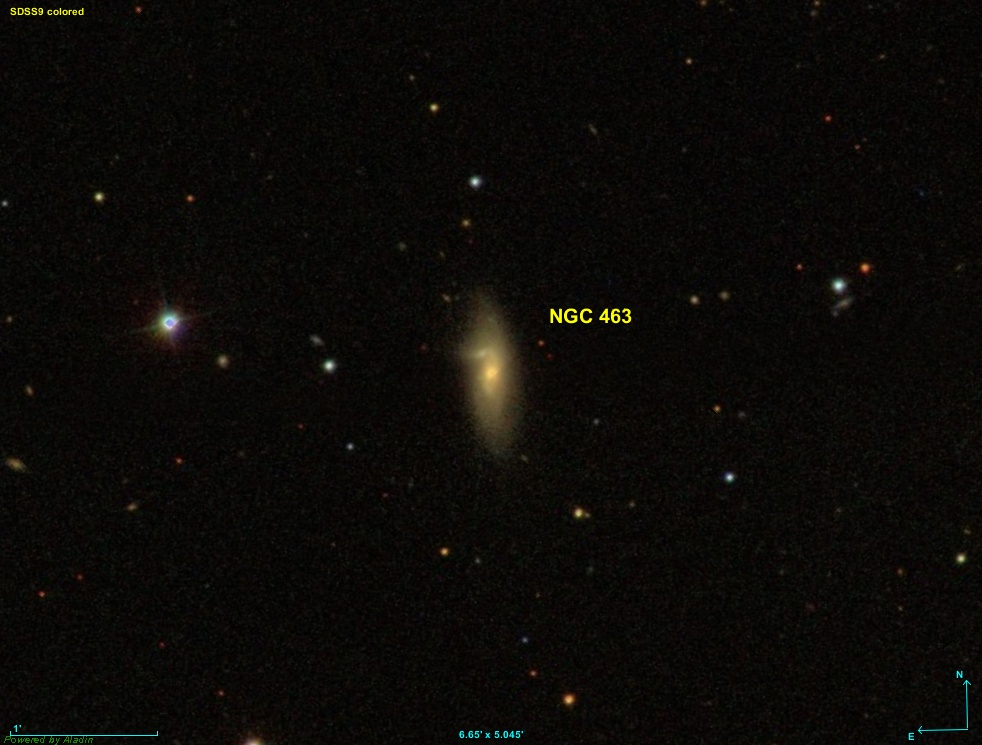
Hình ảnh lớn hơn của NGC 463.